# Коломыйская городская община
Коломыйская городская общи́на (укр. Коломийська міська громада) — территориальная община в Коломыйском районе Ивано-Франковской области Украины.
Административный центр — город Коломыя.
Население составляет 74497 человека. Площадь — 182,5 км².

## Населённые пункты
В состав общины входят 1 город (Коломыя) и 10 сёл:
- Воскресинцы
- Ивановцы
- Кубаевка
- Саджавка
- Товмачик
- Шепаровцы
- Раковчик
- Королёвка
- Корнич
- Грушев